# Pseudothyone sculponea
Pseudothyone sculponea is een zeekomkommer uit de familie Sclerodactylidae.
De wetenschappelijke naam van de soort werd in 1958 gepubliceerd door Gustave Cherbonnier.